# Information Rights Management
Information Rights Management（インフォメーション・ライツ・マネジメント、IRM）は、デジタル著作権管理（DRM）の一種であり、機密情報を不正アクセスから保護する技術である。 E-DRMまたはエンタープライズデジタル著作権管理などと呼ばれることもある。デジタル著作権管理（DRM）技術は通常、B2Cで音楽やビデオなどのリッチメディアを保護する際に使われるが、IRMは主に企業内、企業間で使われる。 IRMは、情報（主に文書形式）を「リモート制御」できるようにするための技術である。
これは、情報を作成、表示、編集、配布できる権限を情報毎に個別に設定できることを意味する。IRMシステムは、財務データ、知的財産、経営幹部とのコミュニケーションなどの情報を保護するためにも使用される。 IRMは今のところ、主にファイルと電子メールを中心に適用される。

## 特徴
IRM技術には、所有者が不要なアクセスから情報を制御、管理、保護できるようにする多くの機能が実装されている。

### 情報の暗号化
IRMソリューションは、暗号化により不正アクセスを防止する。キーまたはパスワードを使用して、暗号化された情報へのアクセスを制御を行う。

### 権限管理
情報が暗号化されると、IRMユーザーは、他の特定のユーザーが情報に対して特定の操作の実行を許可、拒否するためのアクセス許可を個別に適用できる。標準的な権限の例を以下に示す。
- コピー＆ペーストの制御、スクリーンショット防止、印刷不可、編集不可などの使用制限。
- ビジネス分類と情報を簡単にマッピングできる権利モデル/ポリシー。
- ユーザーは一定期間ネットワークにアクセスしなくても、IRMで暗号化された文書の作成/アクセスがオフラインで行える。
- 文書へのアクセスと、ビジネスユーザーによる権利/ポリシーの変更の両方の完全な監査。

また、ユーザーは文書ファイル自体を再度共有せずに、アクセス許可を変更または取り消すことができる。

## 使用例
IRMの使用例として、たとえば文書の受信者が必ずしも信頼できない場合に、配布する文書 (機密性の高い技術文書など) を保護する場合である。
また、電子メールをIRMで保護することもできる。電子メールが誤って信頼できない相手に転送された場合、許可されたユーザーのみがアクセスできるように設定できる。適切に設計されたIRMシステムは、情報が含まれたファイルを共有する機能自体は制限しない。ルールは、ユーザーがファイルの中の情報にアクセスを試みた場合にのみ適用される。多くの場合、許可を与えたはずなのにアクセスできないユーザーと機密情報を共有する際に、この2つが分離されていることは重要になる。このような状況で機密情報の管理を容易にする必要がある。
IRMは、パスワードを共有することよりもはるかに安全である。キー管理は、ハードディスク、ネットワークドライブ、またはその他の記憶装置に保存されている情報を保護するために使用される。 IRMは、使用中の文書へのアクセスを引き続き保護および制御する。スクリーンショットの防止、保護された文書から安全でない環境へのデータのコピーの禁止、プログラムによる攻撃からの情報の保護などの機能は、効果的なIRMソリューションの重要な要素である。

## IRM実装例
IRMは、次の製品がネイティブにサポートする。
- Microsoft Office 2003以降: Word、Excel、PowerPoint、Outlook、InfoPath[1]
- Microsoft Office for Mac 2011以降: Word、Excel、PowerPoint、Outlook
- SharePoint 2007以降
- Exchange Server 2007以降
- XML Paper Specification （XPS）

Secure Islands (マイクロソフトが買収)、GigaTrust、Liquid Machines (Check Pointが買収) などのサードパーティソリューションは、RMS/IRM機能を以下の製品に追加する。
- SharePoint 2003[2][3][4]
- Microsoft Visio
- Microsoft Project [2]
- Adobe Acrobat [5][6][7]
- Internet Explorer
- IIS 6.0